# Haigermoos
Die Gemeinde Haigermoos mit 654 Einwohnern (Stand 1. Jänner 2025) liegt im Bezirk Braunau am Inn in Oberösterreich auf halbem Weg zwischen Salzburg und Braunau. Der zuständige Gerichtsbezirk ist der Gerichtsbezirk Mattighofen, bis 2004 gehörte die Gemeinde zum Gerichtsbezirk Wildshut.

## Geografie
Haigermoos liegt in der Oberinnviertler Seenplatte in einer hügeligen Landschaft zwischen dem Holzöstersee und dem Höllerersee in einer Höhe von 450 bis 500 Meter über dem Meer. Die Entwässerung erfolgt über den Höllersbach nach Südwesten in die Salzach. Die Gemeinde hat eine Fläche von sieben Quadratkilometer. Davon werden 77 Prozent landwirtschaftlich genutzt, fünfzehn Prozent sind bewaldet.

### Gemeindegliederung
Das Gemeindegebiet umfasst folgende neun Ortschaften (in Klammern Einwohnerzahl Stand 1. Jänner 2025):
- Aich (24)
- Edt (21)
- Haigermoos (205)
- Hehermoos (86)
- Marktl (1)
- Ortholling (25)
- Pfaffing (34)
- Weyer (237)
- Witzling (21)

Die Gemeinde besteht aus der Katastralgemeinde Haigermoos.
Mit 1. März 2024 wurden in gesamten Gemeindegebiet Straßennamen eingeführt. Die ursprünglichen Postleitzahlen (5120, 5131, 5121) wurden durch eine neu generierte Postleitzahl „5124“ ersetzt.

### Nachbargemeinden
|               | Geretsberg                                  |          |
| Ostermiething | Kompassrose, die auf Nachbargemeinden zeigt | Franking |
|               | St. Pantaleon                               |          |

## Geschichte

### Mittelalter
Aribo II., einer der Stifter des Stiftes Millstatt aus dem Geschlecht der Aribonen, starb 1102 als aribo comes de hegirmos – zu Deutsch Aribo Graf von Haigermoos. Dieser Titel beinhaltet aber keine echte Grafschaft.

### Zwischenkriegszeit
Wie in ganz Österreich wurde auch in Haigermoos 1919 Notgeld eingeführt, da auf Grund des Metallmangels keine Münzen mehr verfügbar waren.
In der Zeit des Ständestaates gab es in Haigermoos das Österreichische Jungvolk, die Jugendorganisation der Vaterländischen Front.

### 1938–1945 Deutsches Reich Diktatur Nationalsozialismus
In der Zeit des Nationalsozialismus war die Gemeinde Haigermoos Teil der Gemeinde St. Pantaleon. In dieser Zeit bestand auch das Arbeitserziehungs- und Zigeuneranhaltelager St. Pantaleon-Weyer im heutigen Gasthaus Spick.

## Kultur und Sehenswürdigkeiten

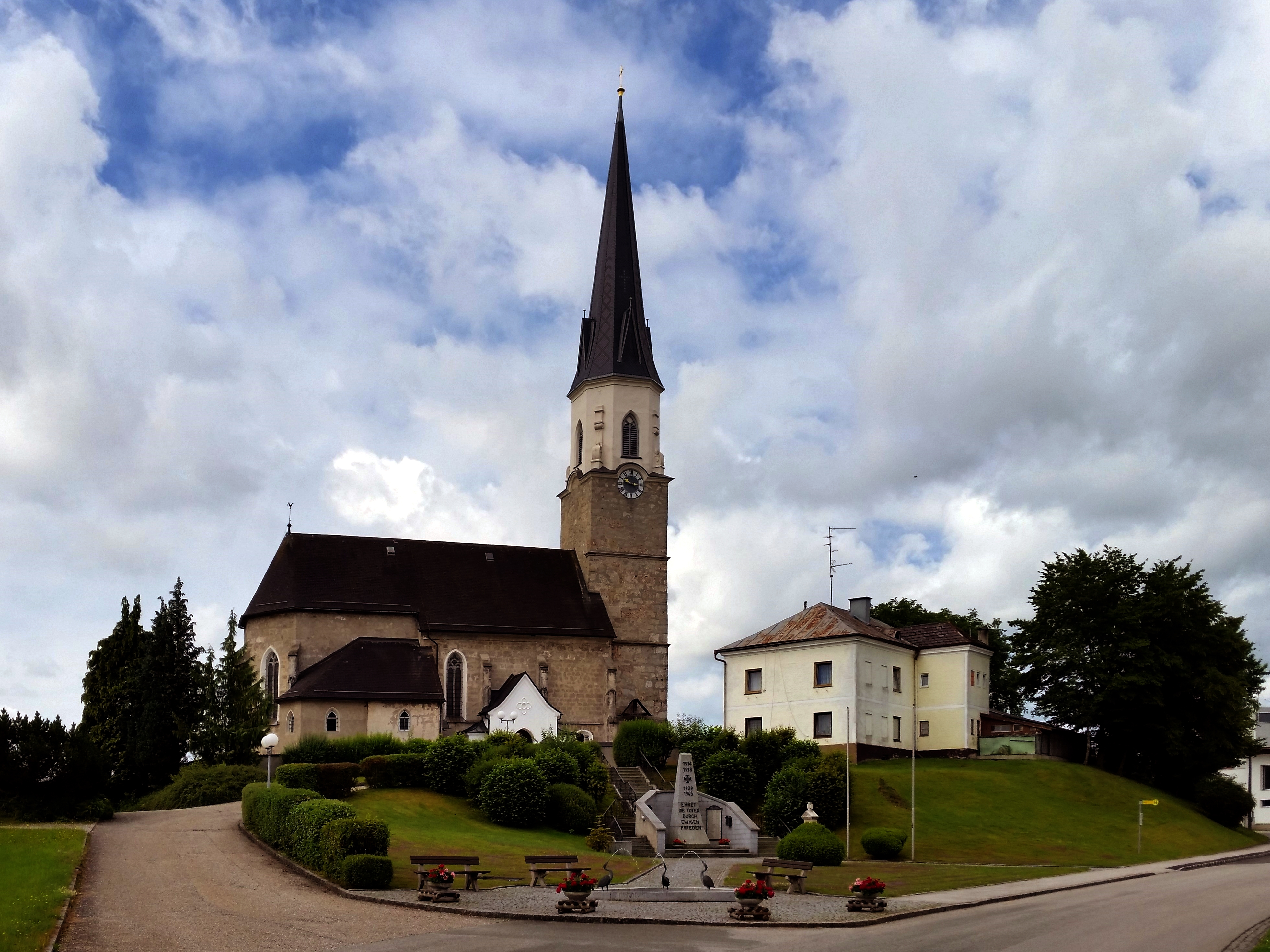
Pfarrkirche Haigermoos

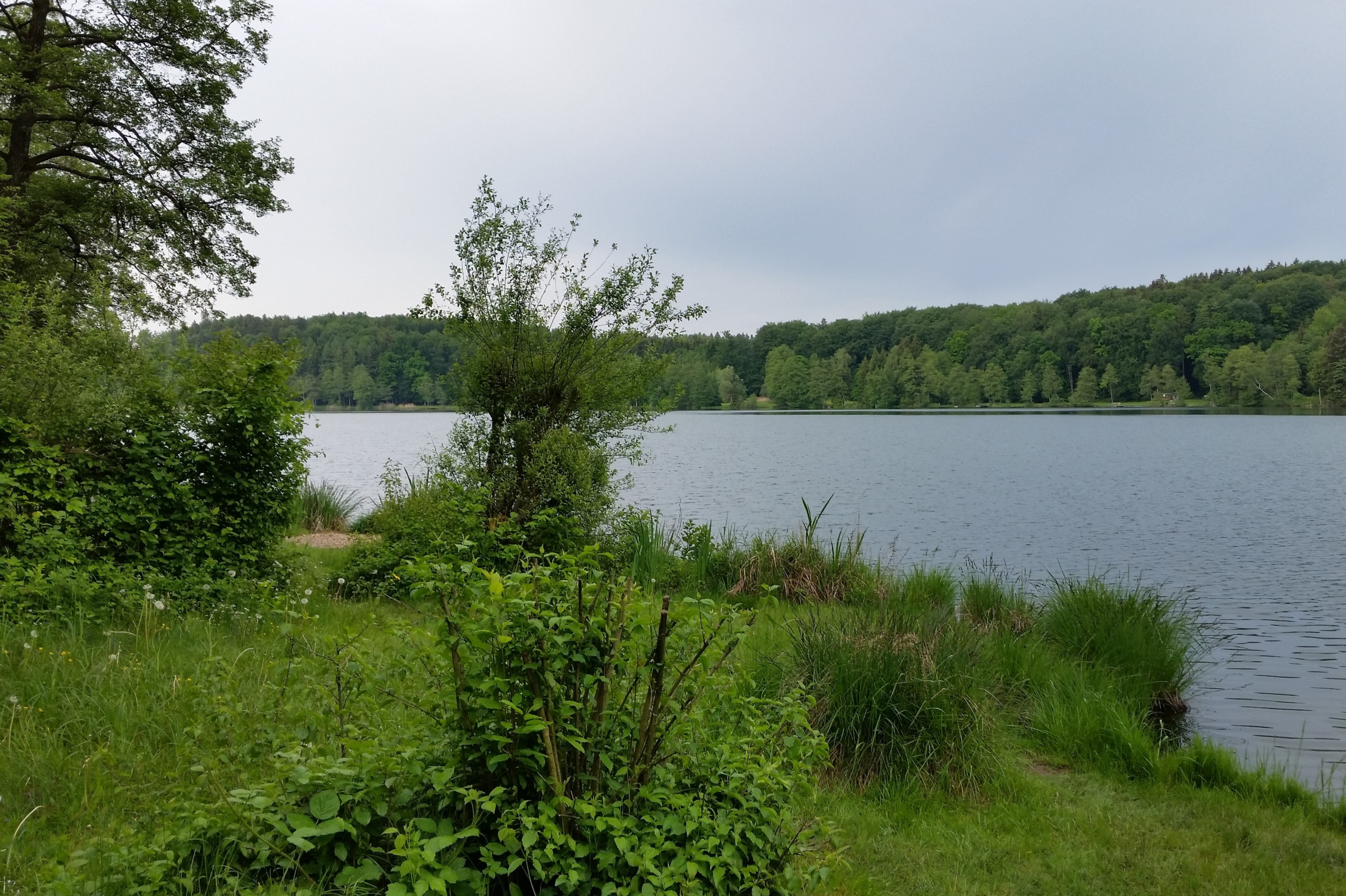
Höllerersee

- Katholische Pfarrkirche Haigermoos Hll. Peter und Paul: Die Pfarrkirche von Haigermoos ist eine spätgotische Doppelkirche, die Oberkirche ist einschiffig, der Chor mit 3/8-Schluss ist nur wenig eingezogen. Die Unterkirche ist zweischiffig, der Chor ist ebenfalls nur wenig eingezogen und mit einem 3/8-Schluss ausgestattet. Die Kirche wurde aus unverputztem Tuffstein errichtet und im Jahr 1466 fertiggestellt.
- Bauernmuseum Anthalerstadl im Bundwerkstadel des Anthalerhofes.
- Pfeili’s Oldtimermuseum

- Höllerersee
- Hehermooser Moor
- Haigermooser Naturweg: Der Haigermooser Naturweg bietet eine gute Möglichkeit für eine Wanderung durch die Wald- und Moorlandschaften rund um Haigermoos und bietet schöne Fernsichten in die nördlichen Kalkalpen bis nach Tirol. Der Weg ist 5,5 km lang und beginnt vor dem Gemeindeamt (Parkmöglichkeiten). Von dort führt er über das Brack (ein Wald nördlich von Haigermoos), den Pestfriedhof, das Hehermooser Moor und den Leitenberg zurück nach Haigermoos.
- Lipplgut. Das landwirtschaftliche Anwesen im Eigentum des Erzstiftes Sankt Peter in Salzburg wurde 1991 unter Abt Bruno Becker an die Pfadfindergruppe Salzburg Mülln des Landesverbandes Salzburg der Pfadfinder Österreichs (PPÖ) verpachtet. Seitdem wird es als Jugendzentrum für Freizeit und Bildung betrieben und von Jugendgruppen aus dem In- und Ausland frequentiert. Im Sommer erfreut sich der Zeltplatz großer Beliebtheit.

## Wirtschaft und Infrastruktur

### Wirtschaftssektoren
Von den 28 landwirtschaftlichen Betrieben des Jahres 2010 waren 16 Haupt- und 12 Nebenerwerbsbauern. Im Produktionssektor gab es zwei Betriebe jedoch keine Angestellten. Die größten Arbeitgeber des Dienstleistungssektors waren die Bereiche soziale und öffentliche Dienste (13) und Beherbergung und Gastronomie (6 Erwerbstätige).
| Wirtschaftssektor            | Anzahl Betriebe | Anzahl Betriebe | Erwerbstätige | Erwerbstätige |
| Wirtschaftssektor            | 2011            | 2001            | 2011          | 2001          |
| ---------------------------- | --------------- | --------------- | ------------- | ------------- |
| Land- und Forstwirtschaft 1) | 28              | 31              | 24            | 34            |
| Produktion                   | 2               | 2               | 0             | 8             |
| Dienstleistung               | 19              | 13              | 28            | 24            |

1) Betriebe mit Fläche in den Jahren 2010 und 1999
| Im Jahr 2011 lebten 301 Erwerbstätige in Haigermoos. Davon arbeiteten 44 in der Gemeinde, mehr als 85 Prozent pendelten aus. Der Ort besitzt einen Kindergarten und eine Volksschule sowie zwei Gasthäuser. | Die zur Anzeige dieser Grafik verwendete Erweiterung wurde dauerhaft deaktiviert. Wir arbeiten aktuell daran, diese und weitere betroffene Grafiken auf ein neues Format umzustellen. (Mehr dazu) |

## Politik

### Gemeinderat
In den Gemeinderat werden 13 Mandatare gewählt:
| Partei | 2021  | 2021    | 2015    | 2015    | 2009  | 2009    | 2003  | 2003    | 1997  | 1997    |
| Partei | %     | Mandate | Prozent | Mandate | %     | Mandate | %     | Mandate | %     | Mandate |
| ------ | ----- | ------- | ------- | ------- | ----- | ------- | ----- | ------- | ----- | ------- |
| ÖVP    | 60,63 | 8       | 58,13   | 8       | 61,63 | 8       | 65,59 | 9       | 56,62 | 8       |
| SPÖ    | 13,77 | 2       | 14,93   | 2       | 22,03 | 3       | 34,41 | 4       | 13,54 | 1       |
| FPÖ    | 25,60 | 3       | 26,93   | 3       | 16,34 | 2       |       |         | 29,85 | 4       |

### Bürgermeister
Bürgermeister seit 1848 waren:
- 1848–1858 Martin Madlhecker
- 1858–1861 Simon Neissl
- 1861–1864 Jakob Russinger
- 1864–1867 Ferdinand Mayr
- 1867–1870 Lorenz Neuhauser
- 1870–1873 Philipp Neuhauser
- 1873–1876 Lorenz Sinzinger
- 1876–1879 Christian Brunner
- 1879–1882 Valentin Brunner
- 1882–1885 Andreas Schlichtner
- 1885–1888 Valentin Neuhauser
- 1888–1891 Leopold Handleder
- 1891–1894 Josef Felber
- 1894–1897 Jakob Neissl
- 1897–1900 Franz Kinzl
- 1900–1903 Martin Friedl
- 1903–1906 Ferdinand Friedl
- 1906–1909 Josef Niedermüller
- 1909–1912 Josef Mayr
- 1912–1919 Johann Friedl
- 1919–1924 Josef Mayr
- 1924–1929 Matthias Renzl
- 1929–1938 Georg Felber
- 1938–1938 Michael Kaltenegger
- 1938–1938 Vinzenz Niedermüller
- 1938–1939 (bei St. Pantaleon)
- 1939–1945 Michael Kaltenegger
- 1945–1949 Josef Wieser
- 1949–1973 Leopold Mayr
- 1973–1991 Franz Stöllberger
- 1991–2009 Johann Schwaiger (ÖVP)
- seit 2009 Johann Schwankner (ÖVP)[12]

### Wappen
Blasonierung: Gespalten; rechts in Gold ein schwarzer Rohrkolben, links in Blau ein silberner Reiher. Die Gemeindefarben sind Gelb-Blau-Weiß.
Das 1968 verliehene Gemeindewappen symbolisiert den um 1070 erstmals nachweisbaren Namen, der sich aus ahd. heigir ‚Reiher‘ und mhd. Mos für ‚Moor, Sumpfboden‘ zusammensetzt. Gleichzeitig verweist es auf die Lage der Gemeinde im Oberinnviertler Seen- und Moorgebiet.